# St. Margaretha (Forchheim)

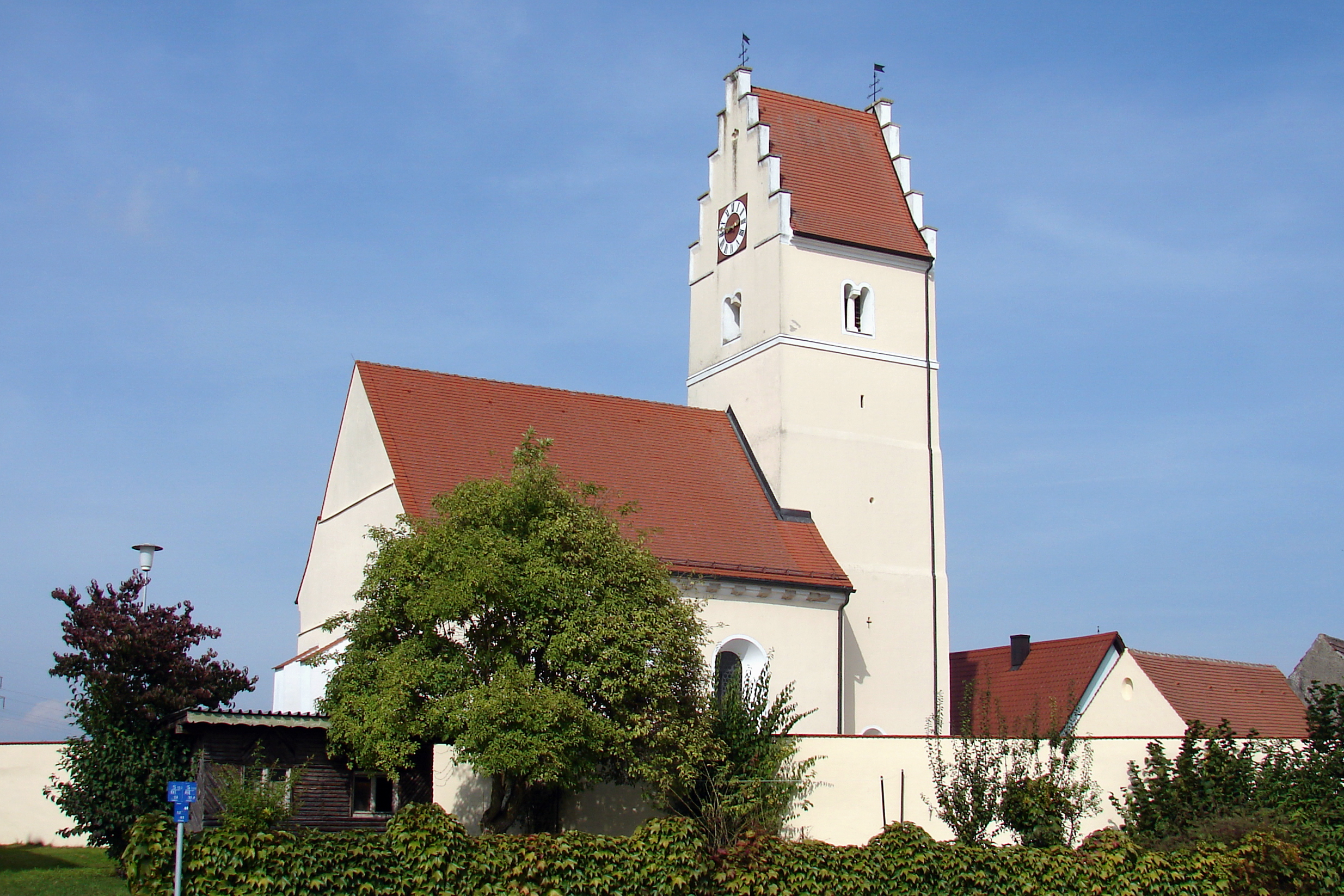
St. Margaretha in Forchheim

Die römisch-katholische Filialkirche St. Margaretha steht in Forchheim, einem Gemeindeteil des Marktes Pförring im oberbayerischen Landkreis Eichstätt. Das Bauwerk ist in der Liste der Baudenkmäler in Pförring als Baudenkmal unter der Nr. D-1-76-153-33 eingetragen. Die Pfarrei Pförring gehört zum Dekanat Geisenfeld-Pförring des Bistums Regensburg. Kirchenpatronin ist Margareta von Antiochia.

## Beschreibung
Die im Kern romanische Saalkirche wurde 1904 im neuromanischen Stil erneuert. Sie besteht aus dem Langhaus mit von Strebepfeilern gestützter Westwand und dem viergeschossigen Chorturm im Osten, den ein Satteldach zwischen Staffelgiebeln abschließt. In den Giebelfeldern sind die Zifferblätter der Turmuhr angebracht. Das oberste Geschoss enthält hinter den als Biforien gestalteten Klangarkaden den Glockenstuhl mit drei Kirchenglocken.
Der Innenraum des Langhauses ist mit einer Flachdecke mit Hohlkehle überspannt. Der mit einem Sprenggiebel bedeckte barocke Hochaltar stammt vom Anfang des 17. Jahrhunderts. Die Statuetten der Vierzehn Nothelfer über dem Chorbogen sind um 1500 entstanden.